# Настасьино (Наро-Фоминский район)
Настасьино — деревня в Наро-Фоминском районе Московской области, в составе сельского поселения Ташировское. Численность постоянного населения по Всероссийской переписи 2010 года — 11 человек. До 2006 года Настасьино входило в состав Ташировского сельского округа.
Деревня расположена в юго-западной части района, на правом берегу реки Плесенка (приток Нары), примерно в 8 км к западу от города Наро-Фоминска, высота центра над уровнем моря 184 м. Ближайшие населённые пункты — Детенково в 0,5 км на север и Редькино в 1,2 км на юго-восток.